# Cohors I Lingonum

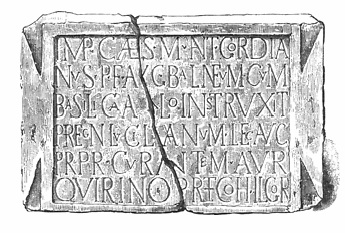
Eine Bauinschrift der Kohorte, gefunden in Longovicium

Die Cohors I Lingonum [equitata] [Gordiana] (deutsch 1. Kohorte der Lingonen [teilberitten] [die Gordianische]) war eine römische Auxiliareinheit. Sie ist durch Militärdiplome, Inschriften und ein Bleisiegel belegt.

## Namensbestandteile
- Cohors: Die Kohorte war eine Infanterieeinheit der Auxiliartruppen in der römischen Armee.

- I: Die römische Zahl steht für die Ordnungszahl die erste (lateinisch prima). Daher wird der Name dieser Militäreinheit als Cohors prima .. ausgesprochen.

- Lingonum: der Lingonen. Die Soldaten der Kohorte wurden bei Aufstellung der Einheit aus dem Volk der Lingonen auf dem Gebiet der römischen Provinz Gallia Belgica rekrutiert.

- equitata: teilberitten. Die Einheit war ein gemischter Verband aus Infanterie und Kavallerie. Der Zusatz kommt in drei Inschriften[1] vor.

- Gordiana: die Gordianische. Eine Ehrenbezeichnung, die sich auf Gordian III. (238–244) bezieht. Der Zusatz kommt in zwei Inschriften[2] vor.

Da es keine Hinweise auf den Namenszusatz milliaria (1000 Mann) gibt, war die Einheit eine Cohors quingenaria equitata. Die Sollstärke der Kohorte lag bei 600 Mann (480 Mann Infanterie und 120 Reiter), bestehend aus 6 Centurien Infanterie mit jeweils 80 Mann sowie 4 Turmae Kavallerie mit jeweils 30 Reitern.

## Geschichte
Die Kohorte war in der Provinz Britannia stationiert. Sie ist auf Militärdiplomen für die Jahre 105 bis 132 n. Chr. aufgeführt.
Der erste Nachweis der Einheit in Britannia beruht auf einem Diplom, das auf 105 datiert ist. In dem Diplom wird die Kohorte als Teil der Truppen (siehe Römische Streitkräfte in Britannia) aufgeführt, die in der Provinz stationiert waren. Weitere Diplome, die auf 122 bis 132 datiert sind, belegen die Einheit in derselben Provinz.
Der letzte Nachweis der Kohorte beruht auf zwei Inschriften, die auf 238/244 datiert werden.

## Standorte
Standorte der Kohorte in Britannia waren möglicherweise:
| - Bremenium (High Rochester): eine Inschrift und ein Bleisiegel mit dem Stempel der Einheit wurden hier gefunden. | - Longovicium (Lanchester): mehrere Inschriften wurden hier gefunden. |

## Angehörige der Kohorte
Folgende Angehörige der Kohorte sind bekannt:

### Kommandeure
| - Gaius Caesidius Dexter, ein Präfekt - Claudius Epaphroditus Claudianus, ein Tribun - Fulvius Felix, ein Präfekt | - Marcus Aurelius Quirinus, ein Präfekt - Publius Aelius Atticus, ein Präfekt |